# If I'm Lucky
If I'm Lucky is een nummer van de Amerikaanse zanger Jason Derulo uit 2017. 
Het nummer gaat over een mislukte relatie, waarvan de ik-figuur stiekem hoopt dat die toch ooit weer voortgezet kan worden. "If I'm Lucky" flopte in Amerika, maar werd wel een bescheiden hit in Europa. In de Nederlandse Top 40 bereikte het de 33e positie, terwijl het in Vlaanderen de eerste positie in de Tipparade bereikte.